# Isopterygium novoguinense
Isopterygium novoguinense är en bladmossart som beskrevs av Edwin Bunting Bartram 1942. Isopterygium novoguinense ingår i släktet Isopterygium och familjen Hypnaceae. Inga underarter finns listade i Catalogue of Life.